# Sedum grammophyllum
Sedum grammophyllum là một loài thực vật có hoa trong họ Crassulaceae. Loài này được Fröd. miêu tả khoa học đầu tiên năm 1935.